# Ursula Rautenberg
Ursula Rautenberg (* 12. April 1953 in Oberhausen) ist eine deutsche Buchwissenschaftlerin.

## Leben
Während ihrer Assistentenzeit an der Ruhr-Universität Bochum nach der Promotion 1982 war Ursula Rautenberg als Gastdozentin im Rahmen des Deutschen Akademischen Austauschdienstes in Neuseeland tätig (1987) und lehrte ein halbes Jahr an der Tongji-Universität in Shanghai (1988): die vielfältigen China-Kontakte der Erlanger Buchwissenschaft haben hier ihre Wurzeln. Nach der Habilitation über Überlieferung und Druck. Heiligenlegenden in Kölner Offizinen (1989) arbeitete sie in verantwortlicher Position vier Jahre lang an der damals neu gegründeten Bibliothek Otto Schäfer in Schweinfurt und begleitete die Überführung der bibliophilen Sammlung des Schweinfurter Industriellen in einen musealen Rahmen und in eine Forschungsbibliothek.
Ursula Rautenberg hat seit ihrem Ruf an die Friedrich-Alexander-Universität Erlangen-Nürnberg 1997 die Erlanger Buchwissenschaft aufgebaut und fachlich profiliert. Ihr wichtigstes Forschungsgebiet ist der frühe Buchdruck, darüber hinaus die Medialität von Buch und Buchkommunikation in der Buchgeschichte und Gegenwart.

## Funktionen
- Ordentliches Mitglied der Historischen Kommission des Börsenverein des Deutschen Buchhandels (seit 1997) und im Auftrag der Historischen Kommission Herausgeberin der Zeitschrift Archiv für Geschichte des Buchwesens sowie der Reihe Studien zum Archiv für Geschichte des Buchwesens (2004–2015).
- Herausgeberin der Reihe Schriftmedien – Kommunikations- und buchwissenschaftliche Perspektiven / Written Media – Perspektives in Communication and Book Studies (seit 2015, zusammen mit Heinz Bonfadelli und Ute Schneider).
- Vorstandsmitglied des Wolfenbütteler Arbeitskreises für Bibliotheks-, Buch- und Mediengeschichte (seit 2000).
- Projektleitung Interdisziplinäres Deutsche-Forschungsgemeinschaft-Projekt Die Melusine des Thüring von Ringoltingen. Buch, Text und Bild.
- DFG-Projekt Wissenschaftsportal Bibliotheks-, Buch und Informationswissenschaften (b2i).
- DFG-Projekt Die Entstehung des Titelblatts in der Inkunabel und Frühdruckzeit (abgeschlossen).
- DFG-Projekt Internet-Datenbank zum Inkunabeltitelblatt.

## Schriften (in Auswahl)
- mit Ute Schneider (Hrsg.): Das Buch als Handlungsanleitung - Soziale, kulturelle und symbolische Praktiken jenseits des Lesens. Stuttgart: Anton Hiersemann Verlag, 2023. (Bibliothek des Buchwesens 32) ISBN 978‑3‑7772‑2339-1
- mit Anja Voeste (Hrsg.): Typographie. Theoretische Konzeptionen, historische Perspektiven, künstlerische Applikationen. Stuttgart 2022.
- mit Ute Schneider (Hrsg.): Lesen. Ein interdisziplinäres Handbuch. Berlin 2015.
- mit Hans-Jörg Künast, Mechthild Habermann, Heidrun Stein-Kecks (Hrsg.): Zeichensprachen des literarischen Buchs in der frühen Neuzeit. Die „Melusine des Thüring von Ringoltingen“. Berlin/Boston 2012.
- (Hrsg.): Buchwissenschaft in Deutschland. Ein Handbuch. 2 Bde. Berlin 2010. 2. Aufl. 2013.
- (Hrsg.): Das Hörbuch – Stimme und Inszenierung (= Buchwissenschaftliche Forschungen. 7). Wiesbaden 2007.
- mit André Schnyder (Hrsg.): Thüring von Ringoltingen. Melusine (1456). Nach dem Erstdruck Basel: Richel um 1473/74. Bd. 1: Edition, Übersetzung und Faksimile der Bildseiten. Bd. 2: Kommentar und Aufsätze. Wiesbaden 2006.
- Das Buch in der Alltagskultur: Eine Annäherung an zeichenhaften Buchgebrauch und die Medialität des Buches. Text und Bildergalerie (= Alles Buch. 15). Erlangen 2005. [Veröffentlicht auch in: Monika Estermann u. a. (Hrsg.) Buchkulturen. Beiträge zur Geschichte der Literaturvermittlung. Festschrift für Reinhard Wittmann. Wiesbaden 2005, S. 487–516.]
- (Hrsg.): Reclams Sachlexikon des Buches. Stuttgart 2003. 3. überarb. und aktualisierte Aufl. 2015.
- (Hrsg.): Alles Buch. Studien der Erlanger Buchwissenschaft. Erlangen 2003ff. (Online-Schriftenreihe)
- mit Dirk Wetzel: Das Buch (= Grundlagen der Medienkommunikation. 11). Tübingen 2001.
- mit Tilman Spreckelsen, Peter-Henning-Haischer u. a. (Hrsg.): Friedrich de la Motte-Fouqué: Der Parcival. Erstdruck. (= Friedrich de la Motte-Fouqué: Ausgewählte Dramen und Epen. 6). Hildesheim u. a. 1997.
- Überlieferung und Druck. Heiligenlegenden aus frühen Kölner Offizinen (= Frühe Neuzeit. 30). Tübingen 1996.
- mit Siegfried Grosse: Die Rezeption mittelalterlicher deutscher Dichtung. Eine Bibliographie ihrer Übersetzungen und Bearbeitungen seit der Mitte des 18. Jahrhunderts. Tübingen 1988.
- Das „Volksbuch vom armen Heinrich.“ Studien zur Rezeption Hartmanns von Aue im 19. Jahrhundert und zur Wirkungsgeschichte der Übersetzung Wilhelm Grimms (= Philologische Quellen und Studien. 113). Berlin 1985.
- (Hrsg.): Hartmann von Aue: Der arme Heinrich. Mit einer Nacherzählung Wilhelm Grimms (= Reclams Universal-Bibliothek. 456). Stuttgart 1985. 2., verb. Aufl. mit einer Übersetzung von Siegfried Grosse. Stuttgart 1992. – Durchges. u. bibliogr. erg. Ausgabe Stuttgart 2005.

Festschrift
- Sandra Rühr (Hrsg.): Sinn und Unsinn des Lesens. Gegenstände, Darstellungen und Argumente aus Geschichte und Gegenwart ; [für Ursula Rautenberg zum 60. Geburtstag]. Göttingen 2013.